# Notaspidiella frater
Notaspidiella frater är en stekelart som först beskrevs av Masi 1917.  Notaspidiella frater ingår i släktet Notaspidiella och familjen bredlårsteklar. Inga underarter finns listade i Catalogue of Life.